# Nova et vetera
Nova et vetera is een Latijnse spreuk afkomstig uit het evangelie van Mattheus (13, 52). die het nieuwe en het oude betekent.  Ze vindt haar populaire toepassing in de neo-thomistische wijsbegeerte van het einde van de 19e eeuw tot het midden van de 20e eeuw.

## Gebruik
De neo-thomistische spreuk wordt herhaaldelijk gebruikt:
- In België was het de naam van een uitgeverij, gesticht door Armand Thiéry en verbonden aan het Hoger Instituut voor Wijsbegeerte van de Katholieke Universiteit Leuven.
- In België was het de naam van een tijdschrift, met als ondertitel tijdschrift voor onderwijs en opvoedkunde, uitgegeven door de Nationale Bond van het Vrij Middelbaar Onderwijs in België in het Frans en het Nederlands (ISSN 00295027).
- In Zwitserland is het de naam van een filosofisch tijdschrift, gesticht in 1926 Charles kardinaal Journet en Jacques Maritain en bestemd voor het Romaanse landsgedeelte. Een internationale Engelstalige editie van het tijdschrift werd later opgericht onder dezelfde naam, met als ondertitel : The English Edition of the International Theological Journal, door het Amerikaanse Augustine Institute.
- In Duitsland is het de naam van een uitgeverij en antiquariaat, gesticht door Benedikt Trost en bestemd voor het Duitse taalgebied.
- Een Engelstalig boek van E.P. George Tyrrell S.J. uit 1897 dat op de Index librorum prohibitorum werd geplaatst wegens modernisme.

De naam Nova et Vetera wordt verder gebruikt als titel voor tal van verenigingen, wetenschappelijke artikelen, boeken, weblogs of kleine handelsondernemingen wereldwijd.